# キャノンボール2
『キャノンボール2』（英題：Cannonball Run II）は、1984年に公開された米ワーナー・ブラザースと香港ゴールデン・ハーベストの合作によるカーアクション映画。

## 概要
1981年に公開された『キャノンボール』の続編である。前作から3年経っているが、作中では前作の翌年設定である。
米国映画業協会のMPAAレートではPG（パレンタルガイダンス：保護者の注意が必要）に設定、1984年にはゴールデンラズベリー賞に多数ノミネートされた。

## あらすじ
アラブの王族・ファラフェル家は有史以来、その支配力の源は「スピード」だった。しかし、前年にアメリカで開催されたキャノンボールに参加したシーク王子は優勝を逃す。
帰還したシーク王子に、父王は「再びアメリカに行き、キャノンボールに再挑戦して優勝しろ。それまで帰国することは許さない」と告げる。しかし、キャノンボールは2年に1度の開催。シークがそのことを告げると、父王は「自分で主催しろ」という。シークはこの案に積極的に飛びついた。
シークは賞金100万ドルを掲げ、命知らずのキャノンポーラーたちに招待状を出す。そこにはやはり前年度の参加者、J.J.とビクター、フェンダーバームとブレイク、ジルとマーシーといった面子も含まれていた。また、胃潰瘍を煩っていたシークは、レース中に同行する医師として、やはり前年にJ.J.・ビクターチームと参加したドクター・ヘルシングを雇った。
一方、カネロニ一家は落ちぶれたアメリカマフィア。それというのも当代のドンドンが頼りにならない優柔不断のやさ男のため。隠居の父親は部下にドンドンのネジを巻かせようとする。ドンドンの元に駆けつけた部下は、手始めに資金元として、ドンドンが貸している借金を回収することにした。
その借金の主はフェンダーバーム。マフィア達に追い詰められた彼は、キャノンボールの主催者シークのことを話してしまう。シークに目をつけたマフィア達は、シークを誘拐して身代金を要求することを考え、実行に移す。
こうして波乱含みの状況の中、賞金を目指してルール無用のレースが、今度は西海岸から東海岸へ向かうことになった。

## キャストと車

### ファラフェル王家
車はロールス・ロイス・シルバースピリット。
前作ではシルバーシャドウⅡ
シーク：ジェイミー・ファー
世界最速の王家の名誉を保つべく、自らキャノンボールを開催しエントリー。
召使い：ダグ・マクルーア
9年干された映画俳優。
前作では従者が2人同行したが、今回はシークの代わりに父王に殴られるなど、道化師のような役割の召使が1名だけ同行する。
ドクター - ニコラス・ヴァン・ヘルシング：ジャック・イーラム
今作では胃を患っているシークに消化器科医として雇われ同行するが専門は肛門科。
相変わらず金にがめついが、報酬の話を切り出した途端シークに分厚い札束を突き出され、一瞬呆然とする。

### アメリカ陸軍コンビ
車は1981年～1983年型クライスラー製インペリアル・リムジン。
J.J.マクルーア：バート・レイノルズ
今回はアメリカ合衆国陸軍の将軍に扮し、放射性物質の秘密輸送を装う。ちなみにこのシナリオは「1」の劇中で没にされたネタである。
ビクター・プリンズム：ドム・デルイーズ
将軍の従兵である二等兵に扮する。（前作のラストで返上したはずの）「キャプテン・ケイオス（カオス）」にも変身する。
シスター・ヴェロニカ：シャーリー・マクレーン

シスター・ベティ：マリル・ヘナー
ロサンゼルスのカフェでJ.J.＆ビクター組と知り合い、ニューヨークへ行くためにJ.J.達の車に便乗させてもらう。
ホーマー二等兵：ジム・ネイバース
J.J.＆ビクター組のリムジンが保安官に止められているところを帰省で通りかかり、J.J.の運転手役を命じられる。

### 警察官コンビ
車はシボレー・コルベット
モーリス・フェンダーバーム：サミー・デイヴィスJr.
金に汚い性格が災いし、マフィアの介入を呼んでしまう。
ジェイミー・ブレイク：ディーン・マーティン
当初は前回同様、キリスト教司祭に扮してエントリーしたが、カトリック系の神父を装った為ナンパにことごとく失敗、その為ブレイクが「もう神父の扮装は嫌だ！」と言い出し、ニューヨーク市警察のニセ警官に変装することになった。
当時冷戦真っ只中。J.J.は保守的な警官に停められたことをいいことに、2人を共産主義者のスパイに仕立て上げてしまう。その逆襲に、ブレイクはJ.J.達の車にニアミスを仕掛けてスピンさせる。

### 三菱チーム
車は対米輸出仕様の三菱・スタリオン。前作のスバル1600スウィングバック4WD・SRXを超えるハイテクマシン。
個人参加が前提のキャノンボールだが、今回は彼らは三菱が（もちろん非公式に）送り込んだチームという設定になっている。
アーノルド：リチャード・キール
メインドライバー。巨漢の白人。
ジャッキー・チェン
本作ではコ・ドライバーとシステムエンジニアを務める。また、20歳で英語がしゃべれないという設定になっている。

### ランボルギーニ美女コンビ
車はランボルギーニ・カウンタックで前作の黒（LP400）に対し、今回は赤（LP500？）に変更されている。
オープニングでは白の目眩まし塗装でパトカーと追いかけっこをし、途中で放水によって赤のカラーに戻しパトカーを撹乱させる。その後、スタート地点に向かう途中でトラブルに見舞われストップしてしまうが女を武器にまずはメルセデス・ベンツ・300SLに乗り替えレーススタート。だがマシントラブルに遭い、通りかかった黄色のスターリングに乗り替えるもまたまたトラブルが発生し、レッカー車と作業員マック共々レース再開。男性ユーザーから「お色気作戦」で車をチェンジしながらレースに参加するコンビ。
ジル：スーザン・アントン

マーシー：キャサリン・バック
レーシングスーツをまとったセクシー美女コンビ。前作とは俳優が別だが、劇中のキャラクターとしては同一人物。
マック：ジョー・サイズマン
美女コンビの3度目のトラブルの際に救援に来たレッカー車の作業員。二人の誘惑に負けて仕事そっちのけでチームに加わる。

### “おサルの自動車”チーム
車は中古車ショップ宣伝用に作られたキャデラック・フリートウッドの特装車
メル：メル・ティリス

テリー：トニー・ダンザ

オランウータン：フランク・ウェルカー（声）
前作ではミズーリ州での検問に引っかかってリタイヤとなったが、今回はオランウータンを“運転手”として乗せる（ポーズだけ。本当の運転は後部座席の人間が行う）白い宣伝用リムジンを叔父から借り参加。

### カネロニ一家
ドン・カネロニ：ドム・デルイーズ（二役）

ドンドン・カネロニ：チャールズ・ネルソン・レイリー

ソニー：マイケル・V・ガッツォ
トニー：アレックス・ロッコ
スリム：ヘンリー・シルヴァ
シーザー：エイブ・ヴィゴダ
ドンドンの手下。フェンダーバームへの取り立てとシーク誘拐の実行部隊。
ハイミー・カプラン：テリー・サバラス
フェンダーバームに融資しているマフィア。キャノンボール開催前にホテルに取り立てに行くが、主催者のシークに諭されて追い返されたことでシーク誘拐を企む。

### その他
フランク・シナトラ
本人役として登場。
ファラフェル家・父王：リカルド・モンタルバン

釣り人：シド・シーザー

カリフォルニア・ハイウェイパトロール警察官：ドン・ノッツ、ティム・コンウェイ
お猿のリムジンに運転免許証の提示と事情聴取を試みるが、お猿の運転手にあしらわれる。
カリフォルニア・ハイウェイパトロール警察官：フレッド・ドライヤー、クリス・レモン
陸軍コンビを追跡中に自分のドライビング・テクニックを披露しようと試みるがクラッシュする。
ハル・ニーダム（クレジットなし）
本人役として登場。ポルシェ・928でスタート地点に着けるも後方に止まっていたモンスタートラックにマシンを踏み潰されてリタイヤ。

## 日本語吹替
| 役名             | 俳優                           | 日本語吹替                                     |
| 役名             | 俳優                           | テレビ朝日版                                   |
| ---------------- | ------------------------------ | ---------------------------------------------- |
| JJ               | バート・レイノルズ             | 田中信夫                                       |
| ビクター         | ドム・デルイーズ               | 富田耕生                                       |
| ベロニカ         | シャーリー・マクレーン         | 小原乃梨子                                     |
| フェンダーバウム | サミー・デイヴィスJr.          | 内海賢二                                       |
| ブレイク         | ディーン・マーティン           | 羽佐間道夫                                     |
| ジャッキー       | ジャッキー・チェン             | 石丸博也                                       |
| ベティ           | メリル・ヘナー                 | 小宮和枝                                       |
| フランク         | フランク・シナトラ             | 家弓家正                                       |
| ハイミー         | テリー・サバラス               | 森山周一郎                                     |
| マーシー         | キャサリン・バック             | 弥永和子                                       |
| ジル             | スーザン・アントン             | 高島雅羅                                       |
| アーノルド       | リチャード・キール             | 郷里大輔                                       |
| ドク             | ジャック・イーラム             | 石田太郎                                       |
| シーク王子       | ジェイミー・ファー             | 及川ヒロオ                                     |
| 父王             | リカルド・モンタルバン         | 大木民夫                                       |
| ドンドン         | チャールズ・ネルソン・レイリー | 神山卓三                                       |
| トニー           | アレックス・ロッコ             | 青野武                                         |
| スリム           | ヘンリー・シルヴァ             | 田中康郎                                       |
| ソニー           | マイケル・V・ガッツォ          | 峰恵研                                         |
| メル             | メル・ティリス                 | 仲木隆司                                       |
| テリー           | トニー・ダンザ                 | 目黒光祐                                       |
| パイロット       | アルテ・ジョンソン             | 北村弘一                                       |
| 郡保安官         | ダブ・ティラー                 | 石森達幸                                       |
| CHP警察官        | ドン・ノッツ                   | 小島敏彦                                       |
| ホーマー二等兵   | ジム・ネイバース               | 西尾徳                                         |
| 召使い           | ダグ・マクルーア               | 屋良有作                                       |
| マック           | ジョー・サイズマン             | 大塚芳忠                                       |
| 928のドライバー  | ハル・ニーダム                 | 平林尚三                                       |
| ベッドの女性     | ショーン・ウェザリー           | 塚田恵美子                                     |
| その他           |                                | 千田光男 鈴木れい子 杉原康 木藤聡子 栗原みきこ |
|                  |                                |                                                |
| 演出             |                                | 春日正伸                                       |
| 翻訳             |                                | 平田勝茂                                       |
| 効果             |                                | 南部満治 大橋勝次                              |
| 調整             |                                | 遠西勝三                                       |
| 担当             |                                | 猪谷敬二                                       |
| 選曲             |                                | 河合直                                         |
| 解説             |                                | 淀川長治                                       |
| 制作             |                                | ニュージャパンフィルム                         |
| 初回放送         |                                | 1986年4月6日 『日曜洋画劇場』                  |

## 評価
1984年のゴールデンラズベリー賞にノミネートされている。
- 作品部門
- 演技部門
- 主演男優部門：バート・レイノルズ
- 主演女優部門：シャーリー・マクレーン
- 助演男優部門：サミー・デイヴィスJr.
- 助演女優部門：スーザン・アントン、メリル・ヘナー
- 監督部門：ハル・ニーダム

## 関連作品
パソコンゲーム
- 『キャノンボール2』ポニカ、1983年12月、FM-7、PC-8801、PC-8001、X1。